# Europæisk Melodi Grand Prix 1974
Det europæiske Melodi Grand Prix 1974 var en fælleseuropæisk musikkonkurrence i serien Europæisk Melodi Grand Prix. Det blev afholdt i den engelske by Brighton, da vindernationen fra året før, Luxembourg, ikke magtede at afholde showet for andet år i træk. 17 lande deltog i konkurrencen. Frankrig havde dog valgt at trække sig i sidste øjeblik, da den franske præsident Georges Pompidou døde ugen før. Ligesom ved Europæisk Melodi Grand Prix 1973 var deltagerne ikke forpligtet på at synge på nationalsproget. Seks af sangene, herunder vindermelodien, var således på engelsk.
Konkurrencen blev vundet af den svenske gruppe ABBA og sangen "Waterloo". Sammen med Celine Dion er ABBA blandt de få vindere af Eurovision Song Contest, der har opnået international superstarstatus. Det italienske bidrag, nummeret "Si", fremført af Gigliola Cinquetti, blev censureret ud af italiensk tv, da man mente at sangen kunne påvirke en afstemning om skilsmisselovgivningen.[kilde mangler] Den portugisiske sang, "E depois do adeus", siges at have haft symbolsk betydning for starten på Nellikerevolutionen, der var vendt mod det diktatoriske styre Estado Novo, senere samme år.[kilde mangler]
"Waterloo" blev i 2005 kåret som den bedste sang fra Eurovision Song Contest ved 50-årsjubilæumsshowet Congratulations.

## Deltagere og resultater
| Land (Sprog)   | Solist                             | Sang (Uofficiel oversættelse)        | Plads. | Point |
| -------------- | ---------------------------------- | ------------------------------------ | ------ | ----- |
| Finland        | Carita                             | Äla mene pois                        | 13     | 4     |
| Storbritannien | Olivia Newton-John                 | Long live love                       | 4      | 14    |
| Spanien        | Peret                              | Canta y se feliz                     | 9      | 10    |
| Norge          | Anne-Karine Ström & Bendik Singers | The first day of love                | 14     | 3     |
| Grækenland     | Marinella                          | Krassi, thalassa ke t'agori mou      | 11     | 7     |
| Israel         | Poogy                              | Natati la khaiai                     | 7      | 11    |
| Jugoslavien    | Korni                              | Generacija 42                        | 12     | 6     |
| Sverige        | ABBA                               | Waterloo                             | 1      | 24    |
| Luxembourg     | Ireen Sheer                        | Bye, bye, I love you                 | 4      | 14    |
| Monaco         | Romuald                            | Celui qui reste et celui qui s'en va | 4      | 14    |
| Belgien        | Jacques Hustin                     | Fleur de liberté                     | 9      | 10    |
| Holland        | Mouth & MacNeal                    | I see a star                         | 3      | 15    |
| Irland         | Tina                               | Cross your heart                     | 7      | 11    |
| Vesttyskland   | Cindy & Bert                       | Die Sommermelodie                    | 14     | 3     |
| Schweiz        | Piera Martell                      | Mein Ruf nach dir                    | 14     | 3     |
| Portugal       | Paulo de Carvalho                  | E depois do adeus                    | 14     | 3     |
| Italien        | Gigliola Cinquetti                 | Si                                   | 2      | 18    |